# Плотность воздуха
Пло́тность во́здуха — масса газа атмосферы Земли на единицу объёма или удельная масса воздуха при естественных условиях. Плотность воздуха является функцией от давления, температуры и влажности. Обычно стандартной величиной плотности воздуха на уровне моря в соответствии с Международной стандартной атмосферой принимается значение 1,2255 кг/м³, которая соответствует плотности сухого воздуха при 15 °С и давлении 101 330 Па.

## Взаимосвязи в пределах моделиидеального газа

### Температура, давление и плотность
Плотность сухого воздуха может быть вычислена с использованием уравнения Менделеева — Клапейрона для идеального газа при заданных температуре и давлении:
{\displaystyle \rho ={\frac {p\cdot M}{R\cdot T}}.}
Здесь {\displaystyle \rho } — плотность воздуха, {\displaystyle M} — молярная масса (29 г/моль для сухого воздуха), {\displaystyle p} — абсолютное давление, {\displaystyle R} — универсальная газовая постоянная, {\displaystyle T} — абсолютная температура в кельвинах. Таким образом, подстановкой получаем:
- при стандартной атмосфере Международного союза теоретической и прикладной химии (температуре 0 °С, давлении 100 кПа, нулевой влажности) плотность воздуха 1,2754 кг/м³;
- при 20 °C, 101,325 кПа и сухом воздухе плотность атмосферы составляет 1,2041 кг/м³.

В приведенной таблице даны различные параметры воздуха, вычисленные на основании соответствующих элементарных формул, в зависимости от температуры (давление взято равным 101,325 кПа).

### Влияние влажности воздуха
Под влажностью понимается наличие в воздухе газообразного водяного пара, парциальное давление которого не превосходит давления насыщенного пара для данных атмосферных условий. Добавление водяного пара в воздух приводит к уменьшению его плотности, что объясняется более низкой молярной массой воды (18 г/моль) по сравнению с молярной массой сухого воздуха (~29 г/моль). Влажный воздух может рассматриваться как смесь идеальных газов, комбинация плотностей каждого из которых позволяет получить требуемое значение для их смеси. Подобная интерпретация позволяет определять значение плотности с относительной погрешностью менее 0,2 % в диапазоне температур от −10 до +50 °C и может быть выражена следующим образом:
{\displaystyle \rho _{\,\mathrm {humid~air} }={\frac {p_{d}}{R_{d}\cdot T}}+{\frac {p_{v}}{R_{v}\cdot T}},}
где {\displaystyle \rho _{\,\mathrm {humid~air} }} — плотность влажного воздуха (кг/м³);
{\displaystyle p_{d}} — парциальное давление сухого воздуха (Па);
{\displaystyle R_{d}} — газовая постоянная для сухого воздуха (287,058 Дж/кг·К);
{\displaystyle T} — температура (K); {\displaystyle p_{v}} — давление водяного пара (Па) и {\displaystyle R_{v}} — постоянная для пара (461,495 Дж/кг·К).
Давление водяного пара может быть определено исходя из относительной влажности:
{\displaystyle p_{v}=\phi \cdot p_{\mathrm {sat} },}
где {\displaystyle p_{v}} — давление водяного пара;
{\displaystyle \phi } — относительная влажность;
{\displaystyle p_{\mathrm {sat} }} — парциальное давление насыщенного пара.
Парциальное давление насыщенного пара может быть представлено в виде следующего упрощенного выражения:
{\displaystyle p(mb)_{\mathrm {sat} }=6{,}1078\cdot 10^{\frac {7{,}5\cdot T-2048{,}625}{T-35{,}85}},}
которое дает результат в миллибарах.
Давление сухого воздуха {\displaystyle p_{d}} определяется разностью:
{\displaystyle p_{d}=p-p_{v},}
где {\displaystyle p} обозначает абсолютное давление рассматриваемой системы.

### Влияние высоты над уровнем моря в тропосфере

Зависимость давления, температуры и плотности воздуха от высоты по отношению к значениям этих величин на уровне моря (Па, K, кг/м³) для «стандартной атмосферы»

Для вычисления плотности воздуха на определённой высоте в тропосфере (формула справедлива для высот менее 20 км) могут использоваться следующие параметры (в параметрах атмосферы указано значение для стандартной атмосферы):
- стандартное атмосферное давление на уровне моря — {\displaystyle p_{0}} = 101 325  Па;
- стандартная температура на уровне моря — {\displaystyle T_{0}} = 288,15 K;
- ускорение свободного падения над поверхностью Земли — {\displaystyle g} = 9,80665 м/с2 (при данных вычислениях считается независимой от высоты величиной);
- среднее значение вертикальной компоненты градиента температуры в тропосфере (см. Стандартная атмосфера) — {\displaystyle L} = -0,0065 К/м (знак минус перед градиентом означает, что температура с высотой падает. Однако в атмосфере есть области с положительными значениями градиента температуры: на высотах с 35 до 53 км, а также выше 80 км);
- универсальная газовая постоянная — {\displaystyle R} = 8,31447 Дж/моль·K;
- молярная масса сухого воздуха — {\displaystyle M} = 0,0289644 кг/моль.

Для тропосферы (то есть области линейного убывания температуры — это единственное свойство тропосферы, используемое здесь) температура на высоте {\displaystyle h} над уровнем моря может быть задана формулой:
{\displaystyle T=T_{0}+L\cdot h.}
Давление на высоте {\displaystyle h}:
{\displaystyle p=p_{0}\cdot \left(1+{\frac {L\cdot h}{T_{0}}}\right)^{\frac {-g\cdot M}{R\cdot L}}.}
Тогда плотность может быть вычислена подстановкой соответствующих данной высоте {\displaystyle h} температуры {\displaystyle T} и давления {\displaystyle p} в формулу:
{\displaystyle \rho ={\frac {p\cdot M}{R\cdot T}}.}
Эти три формулы (зависимость температуры, давления и плотности от высоты) и использованы для построения графиков, приведенных справа.
Графики нормализованы — показывают общий вид поведения параметров. «Нулевые» значения для верных вычислений нужно каждый раз подставлять в соответствии с показаниями соответствующих приборов (термометра и барометра) на данный момент на уровне моря.